# Henri Osewoudt
Henri Osewoudt is de hoofdpersoon van de roman De donkere kamer van Damokles uit 1958 van de Nederlandse schrijver Willem Frederik Hermans. Osewoudt is in de bezettingstijd sigarenwinkelier in Voorschoten als hij via de mysterieuze legerofficier Dorbeck, uiterlijk bijna zijn dubbelganger, bij het verzet betrokken raakt.

## Biografie
Toen Henri Osewoudt twaalf was en op de lagere school zat, vermoordde zijn moeder zijn vader, waarna een oom in Amsterdam de opvoeding van Osewoudt voor zijn rekening neemt. Op achttienjarige leeftijd trouwt hij met zijn nicht Ria, met wie hij de sigarenzaak van zijn vader voortzet. Aan de vooravond van de Tweede Wereldoorlog is Osewoudt twintig. Tijdens de oorlogsdagen vraagt Dorbeck, een luitenant in het leger, hem om een fotorolletje te ontwikkelen. Na de capitulatie brengt Dorbeck zijn militaire kleding bij Osewoudt en een filmrolletje. Bij het ontwikkelen ziet Osewoudt dat de opnamen mislukt zijn en besluit om zelf met een Leica militaire objecten vast te leggen. In opdracht van Dorbeck voert hij, met anderen, in Haarlem een aanslag uit. Pas drie jaar later krijgt hij weer een opdracht van Dorbeck. Als Osewoudt verneemt dat de Duitsers hem thuis opwachten, duikt hij onder.
Osewoudt pleegt veel moorden in opdracht van Dorbeck. In totaal doodt hij een man in Haarlem, drie mensen in Lunteren, Ebernuss, Ria en een officier van de Luftwaffe. Ter wille van zijn veiligheid ondergaat Osewoudt een gedaanteverandering. Marianne verft zijn haar zwart en Dorbeck voorziet hem van een verpleegstersuniform. Ook bedient hij zich van schuilnamen: Filip van Druten, Joost Melgers, Clara Boeken.

## Receptie
Volgens Ed Popelier is Osewoudt een zwakkeling die zijn minderwaardigheid terdege beseft. Osewoudt kent geen gevoelens van vaderlandsliefde, maar grijpt de oorlog aan 'om zijn sluimerende agressiviteit tot zijn recht te laten komen.' Ook zijn deelname aan het verzet is slechts een poging 'gelijk te worden aan zijn superego', al weet hij zich ten diepste steeds 'de kleurloze sigarenhandelaar'.
Voor interpretator Frans A. Janssen is de psychologie essentieel: De handelingen die Osewoudt, aldus Janssen, 'in opdracht of in de geest van Dorbeck verricht, moeten hem een identiteit verschaffen.'
Literatuurwetenschapper Wilbert Smulders beschouwt de vele vermommingen van Osewoudt als onderdeel van het 'thriller-element' van de roman. Op het psychologisch niveau ziet Smulders Osewoudt als een man wiens minderwaardigheidsgevoelens hem zijn handelingen ingeven als 'een onbewust streven naar een volwaardige identiteit.'